# Darkfall
Darkfall – gra komputerowa z gatunku MMORPG osadzona w świecie fantasy, wyprodukowana przez greckie studio Aventurine i wydana w 2009 roku.

## Cechy gry
- Nacisk położony na stworzenie środowiska piaskownicy.
- Duża rola rywalizacji pomiędzy graczami, tzw. Player versus player (PvP), w tym możliwość toczenia bitew z udziałem kilkuset i więcej graczy.
- Charakterystyczna dla gry jest strata wszystkich posiadanych przez awatar przedmiotów w momencie śmierci (ang. full loot).
- Rozwój postaci odbywa się poprzez wykonywanie danej czynności (ang. skill based), nie ma tradycyjnych poziomów, klas i punktów doświadczenia.
- Rozgrywka przypominająca grę akcji, w tym widok z perspektywy pierwszej osoby, jak i z trzeciej.
- Względnie rozwinięty system rzemiosła (ang. crafting), umożliwiający stworzenie przez gracza większości przedmiotów występujących w grze.
- Możliwość budowy, podróżowania okrętami oraz toczenia bitew morskich.
- Możliwość posiadania przez klany miast, oraz domów przez pojedynczych graczy (ang. housing).
- Sześć grywalnych ras.